# Ruta Molin-Panitz
Ruta Molin-Panitz (ur. 8 września 1937 roku w Cieszynie, zm. 20 września 2005 roku we Wrocławiu) – polska malarka i graficzka związana z Opolem.

## Życiorys
Najstarsza z czworga rodzeństwa córka Otylii i Ludwika Molina. W 1948 roku przeprowadziła się z rodziną z Cieszyna do Opola, gdzie od 1951 roku uczęszczała do Szkoły Ogólnokształcącej Żeńskiej im. Marii Konopnickiej i równocześnie do Państwowego Ogniska Kultury Plastycznej. W latach 1955–1962 studiowała na Wydziale Malarstwa na Akademii Sztuk Pięknych w Krakowie, dyplom realizując w pracowni Hanny Rudzkiej-Cybis.
Przez większość życia mieszkała w Opolu, będąc aktywną twórczo - należała do Polskiego Związku Artystów Plastyków, przez pewien czas pracowała w Państwowym Ognisku Kultury Plastycznej i w Wojewódzkim Domu Kultury. Ruta Molin-Panitz zajmowała się głównie malarstwem, rysunkiem oraz grafiką użytkową. Jej prace znajdują się w zbiorach Muzeum Śląska Opolskiego, Galerii Sztuki Współczesnej w Opolu oraz w kolekcjach prywatnych. Najczęściej tworzyła pejzaże i sceny rodzajowe o charakterystycznej, zgaszonej tonacji kolorystycznej, inspirowane dawną obyczajowością wsi opolskich.
Była żoną rzeźbiarza Adolfa Panitza, z którym miała syna.